# Recopa Sul-Americana de 2011
A Recopa Sul-Americana de 2011 foi a 18.ª edição do torneio realizada anualmente pela Confederação Sul-Americana de Futebol (CONMEBOL).
Foi decidida entre o Internacional, campeão da Copa Libertadores da América de 2010, e o Independiente, campeão da Copa Sul-Americana de 2010. O Internacional venceu por 4–3 no placar agregado.

## Participantes
| Clube         | Cidade       | Classificação                                   | Participação |
| ------------- | ------------ | ----------------------------------------------- | ------------ |
| Internacional | Porto Alegre | Campeão da Copa Libertadores da América de 2010 | 3ª           |
| Independiente | Avellaneda   | Campeão da Copa Sul-Americana de 2010           | 3ª           |

## Transmissão
Ambos os jogos da Recopa foram transmitidos para o estado do Rio Grande do Sul, no Brasil, pela RBS TV (afiliada da Rede Globo). e para todo o país pelos canais pagos SporTV e ESPN Brasil. No restante do continente sul-americano a competição foi transmitida pela Fox Sports.

## Partidas

### Jogo de ida
| 10 de agosto  | Independiente             | 2 – 1 | Internacional      | Estádio Libertadores de América, Avellaneda |
| 21:50 (UTC-3) | Velázquez 41' · Pérez 72' |       | Leandro Damião 36' | Árbitro: COL Wilmar Roldán                  |

| Independiente | Internacional |

| INDEPENDIENTE:  |    |                       |     |     |
|                 |    |                       |     |     |
| G               | 1  | Hilario Navarro       |     |     |
| LD              | 6  | Eduardo Tuzzio        |     |     |
| Z               | 2  | Julián Velázquez      | 78' |     |
| Z               | 18 | Gabriel Milito        |     |     |
| LE              | 3  | Maximiliano Velázquez |     |     |
| M               | 8  | Hernán Fredes         |     |     |
| M               | 7  | Cristian Pellerano    | 68' |     |
| M               | 22 | Jorge Iván Pérez      |     | 62' |
| M               | 20 | Matías Defederico     |     | 62' |
| A               | 19 | Marco Pérez           |     |     |
| A               | 9  | Leonel Núñez          |     | 73' |
| Reservas:       |    |                       |     |     |
| G               | 12 | Adrián Gabbarini      |     |     |
| Z               | 23 | Adrián Argachá        |     |     |
| Z               | 33 | Cristian Báez         |     |     |
| M               | 16 | Nicolás Cabrera       |     | 62' |
| M               | 11 | Osmar Ferreyra        |     | 73' |
| M               | 5  | Roberto Battión       |     |     |
| A               | 24 | Brian Nieva           |     | 62' |
| Treinador:      |    |                       |     |     |
| Antonio Mohamed |    |                       |     |     |

| INTERNACIONAL: |    |                     |     |     |
|                |    |                     |     |     |
| G              | 1  | Muriel              |     |     |
| LD             | 4  | Nei                 |     |     |
| Z              | 2  | Bolívar             | 4'  |     |
| Z              | 3  | Índio               |     |     |
| LE             | 6  | Kléber              |     | 21' |
| V              | 8  | Wilson Matias       |     |     |
| V              | 20 | Elton               |     |     |
| M              | 7  | Tinga               |     |     |
| M              | 10 | Andrés D'Alessandro | 54' | 76' |
| A              | 18 | Jô                  |     | 77' |
| A              | 9  | Leandro Damião      |     |     |
| Reservas:      |    |                     |     |     |
| G              | 12 | Renan               |     |     |
| Z              | 13 | Rodrigo Moledo      |     |     |
| LE             | 14 | Fabrício            |     | 21' |
| M              | 19 | Glaydson            |     |     |
| M              | 17 | Andrezinho          |     | 76' |
| M              | 21 | João Paulo          |     |     |
| A              | 24 | Marquinhos          |     | 77' |
| Treinador:     |    |                     |     |     |
| Osmar Loss     |    |                     |     |     |

### Jogo de volta
| 24 de agosto  | Internacional                              | 3 – 1 | Independiente | Beira-Rio, Porto Alegre                                             |
| 21:50 (UTC-3) | Leandro Damião 19', 24' · Kleber 82' (pen) |       | Velázquez 48' | Público: 39 069 Renda: R$ 1.254.240,00 Árbitro: URU Jorge Larrionda |

| Internacional | Independiente |

| INTERNACIONAL: |    |                     |  |     |
|                |    |                     |  |     |
| G              | 1  | Muriel              |  |     |
| LD             | 4  | Nei                 |  |     |
| Z              | 2  | Bolívar             |  |     |
| Z              | 3  | Índio               |  |     |
| LE             | 6  | Kléber              |  |     |
| V              | 5  | Pablo Guiñazú       |  |     |
| V              | 20 | Elton               |  |     |
| M              | 16 | Oscar               |  |     |
| M              | 10 | Andrés D'Alessandro |  | 69' |
| A              | 11 | Dellatorre          |  | 71' |
| A              | 9  | Leandro Damião      |  |     |
| Reservas:      |    |                     |  |     |
| G              | 12 | Renan               |  |     |
| Z              | 15 | Juan                |  |     |
| M              | 19 | Glaydson            |  |     |
| M              | 7  | Tinga               |  |     |
| M              | 17 | Andrezinho 69'      |  |     |
| M              | 21 | João Paulo          |  |     |
| A              | 18 | Jô 71'              |  |     |
| Treinador:     |    |                     |  |     |
| Dorival Júnior |    |                     |  |     |

| INDEPENDIENTE:  |    |                           |
|                 |    |                           |
| G               | 1  | Hilario Navarro           |
| D               | 2  | Julián Velázquez          |
| D               | 18 | Gabriel Milito            |
| D               | 6  | Eduardo Tuzzio 35'        |
| D               | 3  | Maximiliano Velázquez 23' |
| M               | 8  | Hernán Fredes 86'         |
| M               | 7  | Cristian Pellerano        |
| M               | 22 | Iván Pérez 46'            |
| M               | 11 | Osmar Ferreyra 78' 86'    |
| A               | 19 | Marco Pérez               |
| A               | 17 | Facundo Parra             |
| Reservas:       |    |                           |
| G               | 21 | Fabián Assmann            |
| D               | 13 | Iván Vélez 46'            |
| D               | 23 | Adrián Argachá            |
| M               | 5  | Roberto Battión           |
| M               | 16 | Nicolás Cabrera           |
| A               | 9  | Leonel Nuñez 86'          |
| A               | 20 | Matías Defederico 86'     |
| Treinador:      |    |                           |
| Antonio Mohamed |    |                           |

## Premiação
| Recopa Sul-Americana 2011         |
| --------------------------------- |
| INTERNACIONAL Campeão (2º título) |

## Artilharia
| 3 gols - Leandro Damião (Internacional) 2 gols - Maximiliano Velázquez (Independiente) 1 gol (2) - Kléber (Internacional) - Marco Pérez (Independiente) |